# Russisch-türkische Beziehungen

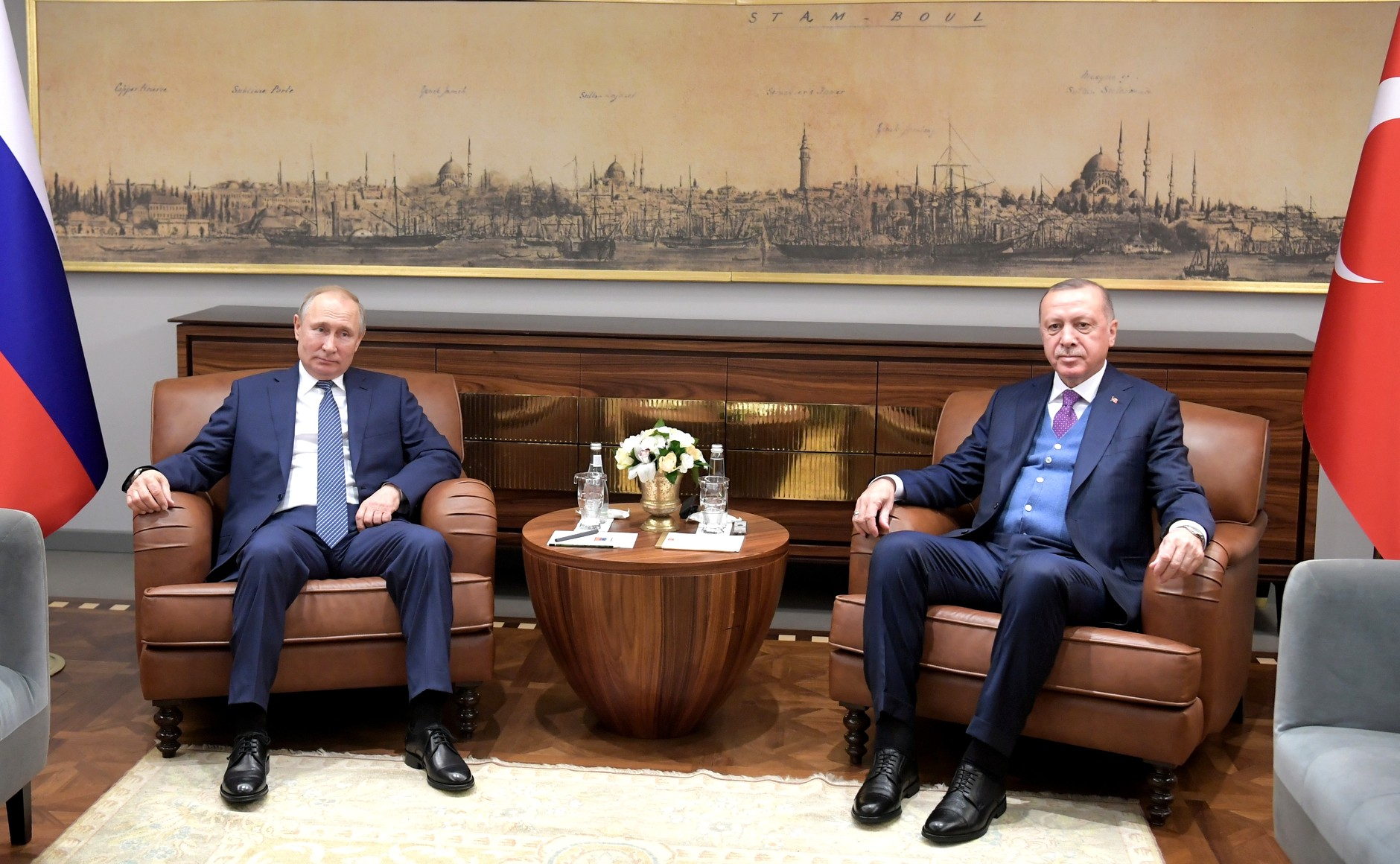
Wladimir Putin und Recep Tayyip Erdoğan (2021)

Die Russisch-türkischen Beziehungen waren historisch stark wechselhaft. Vom späten 16. bis zum frühen 20. Jahrhundert waren die Beziehungen zwischen dem Osmanischen und dem Russischen Reich in der Regel feindselig, und die beiden Mächte waren in zahlreiche russisch-türkische Kriege verwickelt, die zu den längsten Kriegen der modernen Geschichte gehören. Russland versuchte, seinen Einfluss auf dem Balkan auszuweiten und die Kontrolle über das Schwarze Meer auf Kosten des schwächelnden Osmanischen Reiches zu erlangen. Anfang der 1920er Jahre jedoch, als die bolschewistische sowjetische Regierung die türkische Nationalbewegung während des türkischen Befreiungskrieges unterstützte, erwärmten sich die Beziehungen zwischen den Staaten. Nach dem Ende des Zweiten Weltkriegs fühlte sich die Türkei von der Sowjetunion allerdings wieder bedroht, als diese weitgehende Gebietsansprüche an die Türkei stellte. Das führte zum NATO-Beitritt der Türkei 1952 und während des Kalten Krieges war die Türkei Teil des westlichen Bündnisses gegen den Warschauer Pakt. Nach der Auflösung der Sowjetunion im Jahr 1991 verbesserten sich die Beziehungen zwischen der Türkei und Russland erheblich, und die beiden Länder stiegen zu den wichtigsten Handelspartnern des jeweils anderen auf. Russland wurde zum größten Energielieferanten der Türkei und ab den 1990er Jahren wurde die Türkei das beliebteste Reiseziel für russische Touristen. Trotz gelegentlicher Meinungsverschiedenheiten zwischen den beiden Mächten blieben die Beziehungen auch im 21. Jahrhundert kooperativ und nach dem Russischen Überfall auf die Ukraine 2022 trat die Türkei als Vermittler zwischen beiden Kriegsparteien auf.

## Geschichte

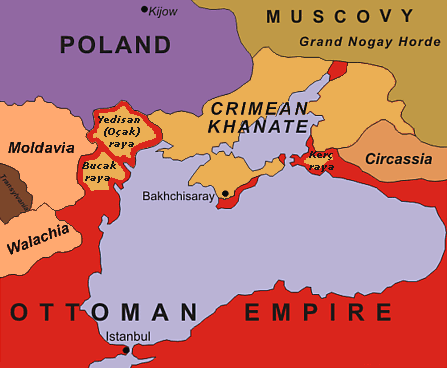
Krim-Khanat um 1600, Asow und die Städte an der Südküste der Krim gehörten seit 1475 unmittelbar zum Osmanischen Reich

Kontakte zwischen slawischen Stämmen und den Turkvölkern in der eurasischen Steppe lassen sich über viele Jahrhunderte zurückverfolgen. Mittelalterliche Steppen- und Turkstaaten wie Chasarien, Kumanien, Wolga-Bulgarien, das Kiptschak-Khanat, das Khanat von Kasan, das Krim-Khanat, das Astrakhan-Khanat und das Khanat Sibir wurden in Teilen des heutigen Russlands gegründet und haben ein bis heute anhaltendes sprachliches und kulturelles Erbe hinterlassen. Als unabhängige Mächte entstanden das Osmanische Reich und das Großfürstentum Moskau gegen Ende des 14. Jahrhunderts. Die Eroberung Konstantinopels im Jahr 1453 durch die Osmanen bedeutete das Ende des christlichen Byzantinischen Reiches, und Russland wurde zum Sitz der orthodoxen Ostkirche und seine Herrscher übernahmen das byzantinische Erbe. Die folgende russisch-türkische Rivalität begründete sich religiös, ideologisch und geopolitisch. Einmal verfolgten die russischen Herrscher das Ziel der Rückeroberung Konstantinopels für die orthodoxe Christenheit und sahen sich als Schutzherren der unter osmanischer Herrschaft lebenden Christen. Daneben strebte Russland auch nach territorialer Ausdehnung und der Kontrolle über das Schwarze Meer sowie die strategisch wichtigen Meerengen an Bosporus und Dardanellen, ⁣⁣um einen Zugang zum warmen Mittelmeer zu erhalten. Ab 1549 brachte die Unterstützung des Osmanischen Reiches für kleinere türkische und islamische Vasallenstaaten im heutigen Russland wie das Astrachan-Khanat und das Krim-Khanat die beiden Reiche in Konflikt. 1696 nahm Peter der Große Asow ein, aber viele weitere Schlachten standen noch bevor. Katharina die Große zerschlug 1783 das Krim-Khanat und gliederte die Krim in das Russische Reich ein, nachdem der türkische Einfluss am nördlichen Schwarzmeer zurückgedrängt wurde. Die Expansion der Russen alarmierte die Großmächte Europas und durch den langsamen Niedergang des Osmanischen Reiches kam die Orientalische Frage auf, die sich aus dem entstehenden Machtvakuum auf dem Balkan ergab.

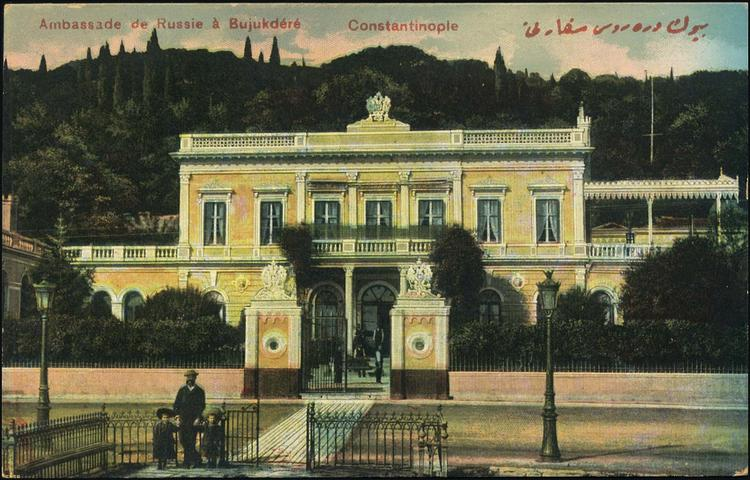
Osmanische Postkarte der russischen Botschaft in Istanbul

Im Bündnis mit Frankreich und dem Vereinigten Königreich konnten die Osmanen im Krimkrieg die Expansion Russlands zurückdrängen und ihre Position konsolidieren. Russland war allerdings weiterhin entschlossen, die Osmanen bei jeder Gelegenheit zu schwächen und den christlichen Völkern auf dem Balkan zur Unabhängigkeit zu verhelfen, was zur russischen Intervention auf dem Balkan im Russisch-Osmanischen Krieg (1877–1878) führte. Dadurch erlangten Rumänien, Serbien, Montenegro und Bulgarien ihre Unabhängigkeit von den Osmanen. Auch im Kaukasus expandierte Russland und die Russische Eroberung führte zur Migration von knapp einer Million kaukasischer Muslime in das Osmanische Reich. Die geopolitische Konstellation des frühen 20. Jahrhunderts führte schließlich zu einem Bündnis zwischen den Osmanen, dem Deutschen Reich und Österreich-Ungarn, welches im Ersten Weltkrieg der Triple Entente zwischen Frankreich, Russland und dem Vereinigten Königreich gegenüberstand. Der Krieg stellte eine historische Zäsur dar und führte sowohl zum Zusammenbruch des Russischen als auch des Osmanischen Reiches. Durch den Friedensvertrag von Brest-Litowsk gewannen die Osmanen Anfang 1918 zunächst die seit 1878 russischen Gebiete Armeniens, Ardahan und Kars sowie das georgische Batumi. Der Waffenstillstand von Moudros (1918) nach der Niederlage der Mittelmächte und der (vom osmanischen Sultan zwar unterzeichnete, vom im März aufgelösten Parlament aber nie ratifizierte) Vertrag von Sèvres (1920) mit der Entente reduzieren das Osmanische Reich auf Anatolien und verfügen die Gründung jeweils eines unabhängigen (nur kurzlebigen) armenischen bzw. (nicht verwirklichten) kurdischen Staates in Ostanatolien.

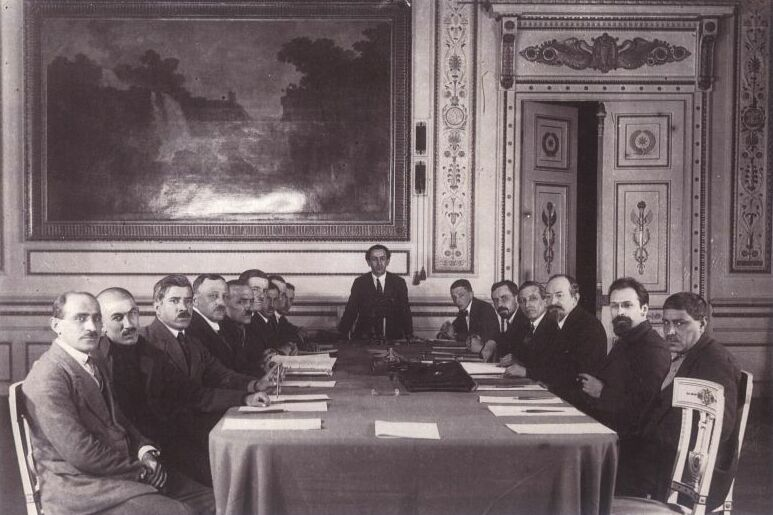
Vertrag von Moskau (1921)

Die russischen Bolschewiken und die sowjetische Regierung wurden von Wladimir Lenin angeführt, der 1921 siegreich aus dem russischen Bürgerkrieg hervorging. Lenin betrachtete die türkische Nationalbewegung unter der Führung von Mustafa Kemal Atatürk mit Sympathie. Am 16. März 1921 wurde der Vertrag von Moskau unterzeichnet, ein Friedens- und Freundschaftsvertrag, mit dem Sowjetrussland auf die im Ersten Weltkrieg an die Osmanen verloren gegangenen Gebiete verzichtete. Die sowjetischen Gold- und Waffenlieferungen an die Kemalisten in den Jahren 1920 bis 1922 waren ein Schlüsselfaktor für die erfolgreiche Übernahme des Osmanischen Reiches durch die Kemalisten, die zwar von den Alliierten besiegt worden waren, aber den türkisch-armenischen Krieg (1920) und den griechisch-türkischen Krieg (1919–1922) gewinnen konnten. Atatürk rief 1923 die säkularistische Republik Türkei aus, welche auf das Osmanische Reich folgte. Die Russische Sozialistische Föderative Sowjetrepublik erkannte als erste Regierung die Atatürk-Regierung an und beide Staaten unterhielten daraufhin zunächst gute Beziehungen. 1925 wurde ein Nichtangriffspakt mit der Sowjetunion vereinbart und 1936 erhielt die Türkei durch den Vertrag von Montreux die volle Souveränität über die Dardanellen, das Marmarameer und den Bosporus zurück. Die Türkei blieb während des Zweiten Weltkriegs bis zum 23. Februar 1945 offiziell neutral, aber die Sowjets betrachteten die fortgesetzten Beziehungen der Türkei zu NS-Deutschland, dessen Kriegsschiffen die Durchfahrt durch die Bosporus-Meerenge erlaubt wurde, als eine Bedrohung, weshalb der Nichtangriffspakt mit der Türkei aufgekündigt wurde.

### Kalter Krieg
Auf der Potsdamer Konferenz (1945) forderte der sowjetische Ministerpräsident Josef Stalin eine Revision des Übereinkommens von Montreux. Unter Josef Stalin forderten die Sowjets eine gemeinsame Verwaltung des Bosporus und der Dardanellen sowie die Rückgabe der 1921 an die Türkei abgetretenen Gebiete in der Osttürkei. Gegenüber den sowjetischen Gebietsforderungen wurde die Türkei von den Vereinigten Staaten unterstützt. Im März 1947 sicherten die Vereinigten Staaten mit der Verkündung der Truman-Doktrin die Grenzen der Türkei (sowie Griechenlands) und das Fortbestehen nicht kommunistischer Regierungen in den beiden Ländern zu. Die Türkei bat die Vereinigten Staaten um Hilfe und trat 1952 der NATO bei. Die Beziehungen begannen sich im folgenden Jahr zu verbessern, als die Sowjetunion nach dem Tod Stalins auf territoriale Ansprüche gegenüber der Türkei verzichtete. Beide Staaten befanden sich jedoch während des gesamten Kalten Krieges in unterschiedlichen Lagern. Die Türkei spielte während des Kalten Krieges indirekt eine wichtige Rolle bei der Lösung der Kubakrise 1962, als die USA ihre Jupiter-Raketen aus der Türkei abzogen und die Sowjets im Gegenzug auf eine nukleare Bewaffnung Kubas verzichteten.

### Nach dem Kalten Krieg

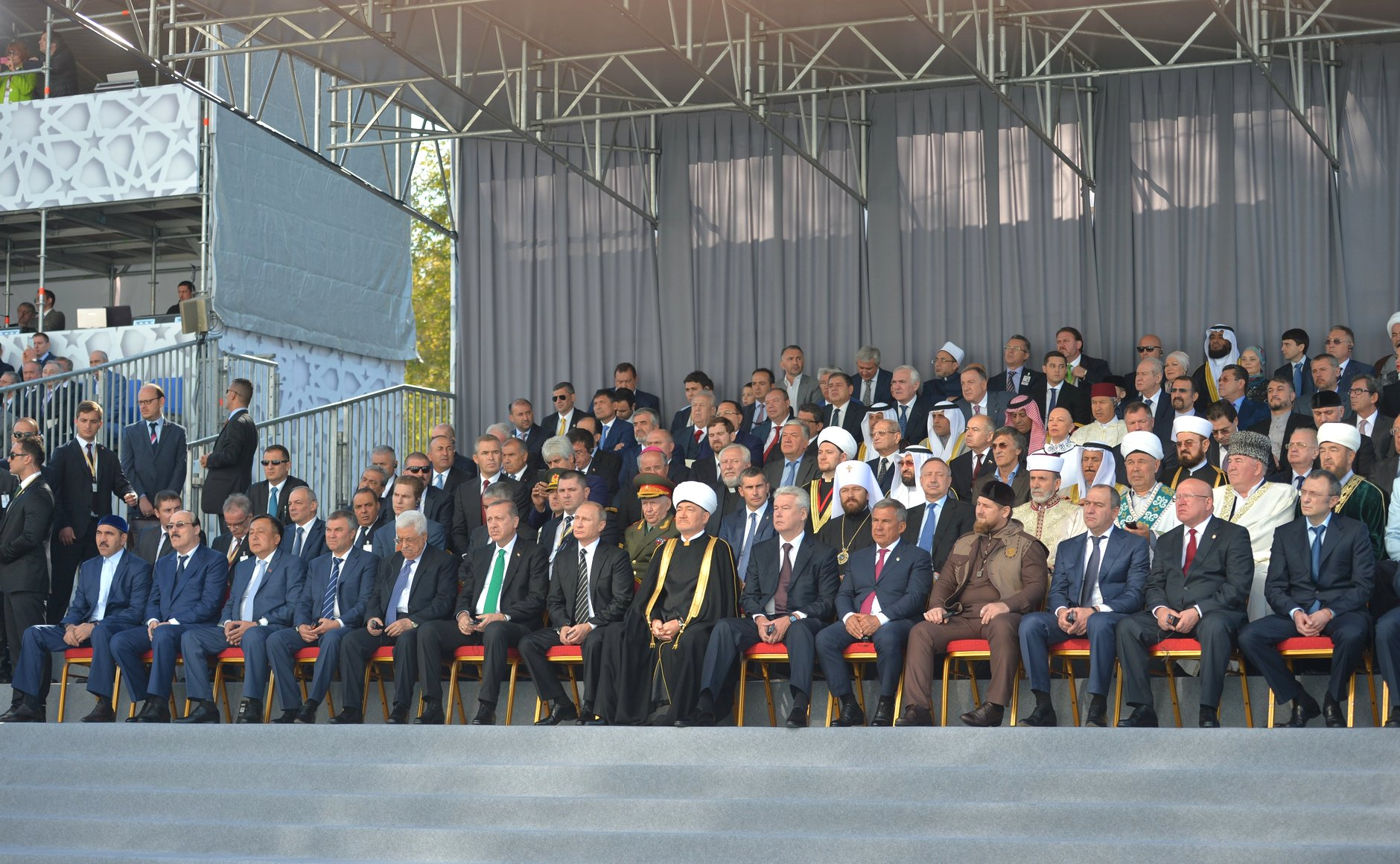
Putin, Erdoğan und Ramsan Kadyrow bei der Eröffnung der Moskauer Kathedralmoschee (2015)

Nach der Auflösung der Sowjetunion verbesserten sich die Beziehungen zwischen den beiden Nationen; am 25. Mai 1992 wurde bei einem Besuch des türkischen Ministerpräsidenten Süleyman Demirel in Moskau ein russisch-türkischer Vertrag unterzeichnet. Die wirtschaftlichen und politische Beziehungen wurden in den 1990er Jahren deutlich intensiviert. Allerdings kam es auch zu Meinungsverschiedenheiten hinsichtlich des Russisch-Tschetschenischen Kriegs, des Kosovokriegs, des Syrischen Bürgerkriegs und des Armenisch-aserbaidschanischen Konflikts, in denen beide Länder jeweils unterschiedliche Konfliktparteien unterstützten. In den 2010er Jahren blieben die bilateralen Beziehungen dennoch stabil, auch aufgrund des guten persönlichen Verhältnisses der beiden langjährigen Staatschefs Recep Tayyip Erdoğan und Wladimir Putin.

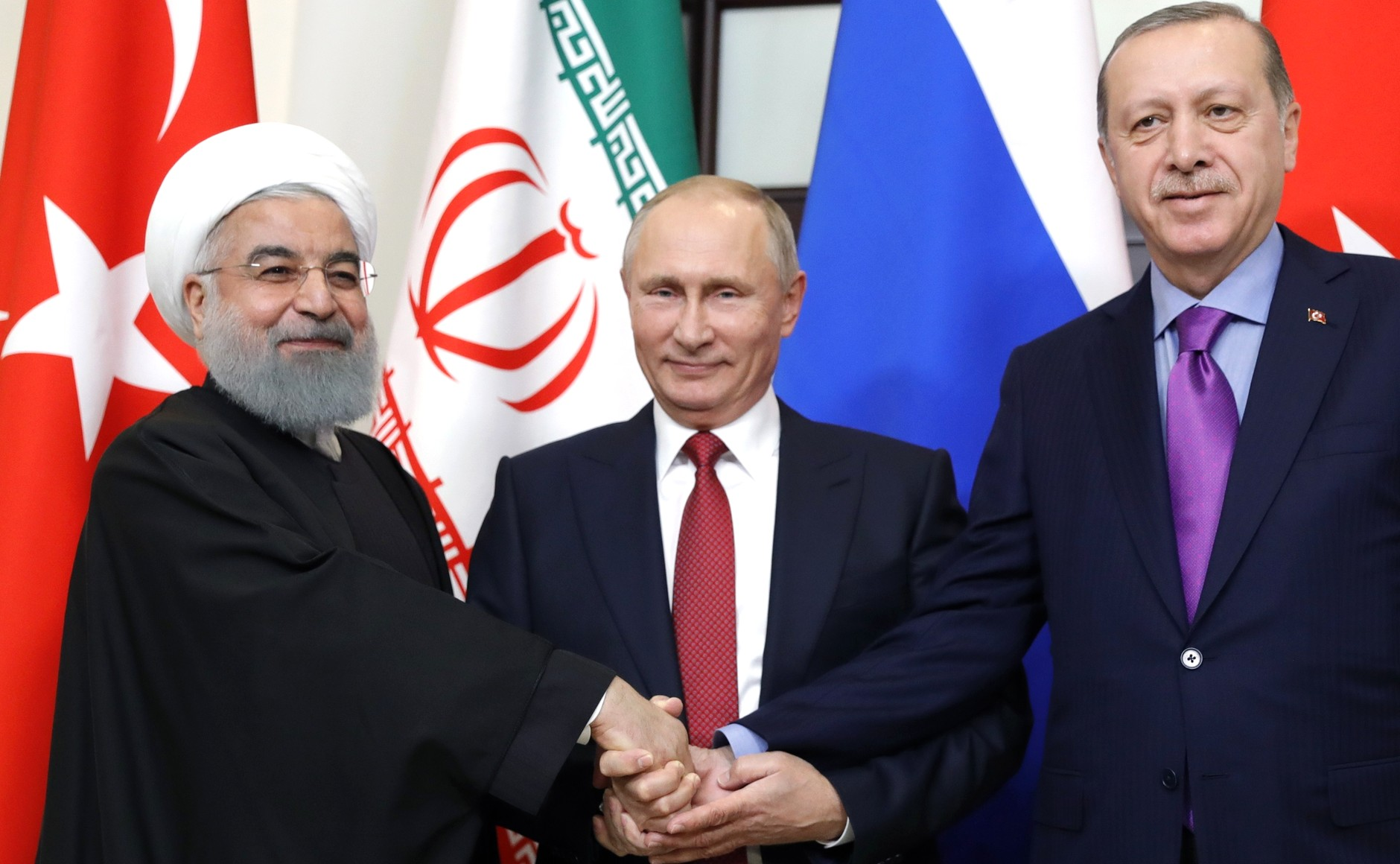
Hassan Rohani mit Putin und Erdoğan (2017)

Am 24. November 2015, wenige Wochen nach Beginn der russischen Militärintervention zur Unterstützung des syrischen Präsidenten Baschar al-Assad, schoss ein türkisches F-16-Kampfflugzeug eine russische Su-24 während eines Luftraumstreits nahe der türkisch-syrischen Grenze ab. Der Vorfall führte zu einer diplomatischen Krise zwischen den beiden Ländern. Russland verhängte in Folge eine Reihe von Wirtschaftssanktionen gegen die Türkei. Dazu gehörten die Aussetzung der visafreien Einreise nach Russland für türkische Bürger, Beschränkungen für türkische Einwohner und Unternehmen, die in Russland Geschäfte machen, sowie Einfuhrbeschränkungen Waren aus der Türkei. Im Juni 2016 entschuldigte sich Präsident Erdoğan bei Putin für den Abschuss der russischen Maschine, womit er den Prozess der Normalisierung der Beziehungen einleitete. Auch die Ermordung von Andrei Karlow im Dezember 2016, dem russischen Botschafter in der Türkei, verhinderte die diplomatische Annäherung nicht und im folgenden Jahr hob Russland die meisten restlichen Wirtschaftssanktionen gegen die Türkei auf.

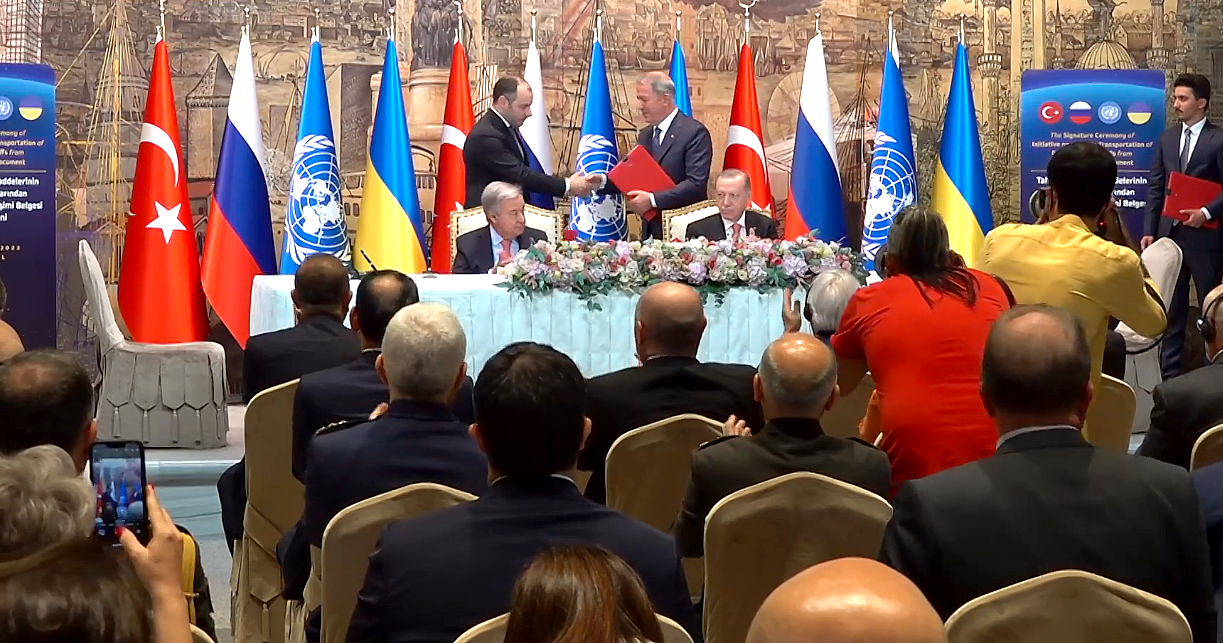
Unterzeichnung des russisch-ukrainischen Getreideabkommens in Istanbul (2022)

Am 3. Februar 2022 erklärte sich der türkische Staatspräsident Erdoğan während eines Besuchs in der Ukraine bereit, eine Ukraine-Russland-Konferenz zu organisieren, als eine russische Invasion der Ukraine kurz bevorstand. Am 24. Februar, nach Beginn der Invasion, bekundete Erdoğan seine Unterstützung für die territoriale Integrität der Ukraine. Die Türkei stellt der Ukraine seit 2019 Bayraktar-Drohnen zur Verfügung, die in der Anfangsphase des russischen Angriffs eine wichtige Rolle bei der Abwehr russischer Vorstöße spielten. Die Türkei gehörte nicht zu den Ländern, die wegen des Konflikts Sanktionen gegen Russland verhängten, und spielte eine wichtige Rolle als Vermittler zwischen den beiden Kriegsparteien. Die Türkei war auch der Initiator des Initiative für den sicheren Transport von Getreide und Lebensmitteln aus ukrainischen Häfen im Juli 2022, mit der der Transport von ukrainischem Getreide über das Schwarze Meer in Drittstaaten vereinbart wurde, um die weltweite Lebensmittelkrise zu lindern, die durch den Krieg und die russische Blockade ukrainischer Häfen entstanden war.

## Militärische Beziehungen
In der Zeit des Osmanischen Reiches kam es zu unzähligen russisch-türkischen Konflikten. Laut Mesut Hakkı Caşın, einem Berater des türkischen Präsidenten, gab es insgesamt 16 türkisch-russische Kriege. In vielen dieser Kriege hatten aufgrund der komplexen Bündnissysteme auch andere Mächte Anteile. Zu den bedeutenden Konflikten zwischen den beiden Reichen gehörten:
- Russisch-Türkischer Krieg (1676–1681) um die Vorherrschaft in der heutigen Ukraine
- Russisch-Türkischer Krieg (1686–1700) als Teil des Großen Türkenkriegs
- Russisch-Österreichischer Türkenkrieg (1736–1739) um die russische Position im Schwarzmeer und Österreichs Position auf dem Balkan
- Russisch-Türkischer Krieg (1768–1774) um die Vorherrschaft über die Krim und weitere Gebiete
- Russisch-Österreichischer Türkenkrieg (1787–1792) als Folge der russischen Annexion der Krim
- Russisch-Türkischer Krieg (1806–1812) um Bessarabien
- Russisch-Türkischer Krieg (1828–1829) als Folge der Griechischen Unabhängigkeitskriege
- Krimkrieg (1853–1856) um die Vorherrschaft in der Schwarzmeerregion
- Russisch-Osmanischer Krieg (1877–1878) um die Wiederherstellung Bulgariens und die Unabhängigkeit von Rumänien, Serbien und Montenegro
- Kaukasusfront als Teil des Ersten Weltkriegs (1914–1918)

Zu militärischer Kooperation zwischen beiden kam es während des Türkischen Befreiungskrieges. Nach dem Zweiten Weltkrieg waren die Beziehungen zwischen der Sowjetunion und der Türkei angespannt und entspannten sich erst mit dem Zerfall der Sowjetunion.
Seit dem Ende des Kalten Krieges ist es zu militärischer Kooperation zwischen beiden Staaten gekommen. Im 21. Jahrhundert sehen sich beide Staaten als gestaltende Regional- bzw. Großmächte, was zu Konflikten aber auch zu pragmatischer Zusammenarbeit geführt hat. Am 12. September 2017 gab die Türkei bekannt, dass sie ein Abkommen über den Kauf des russischen Flugabwehrraketensystems S-400 Triumf unterzeichnet hat, was von den Vereinigten Staaten als NATO-Verbündeten scharf kritisiert wurde. Im Dezember 2020 verhängten die Amerikaner Sanktionen wegen der Verteidigungskooperation gegen die Türkische Rüstungsindustrie. Die Türkei setzte die Zusammenarbeit mit Russland allerdings fort und im November 2021 bot Russland der Türkei Unterstützung bei der Entwicklung einer neuen Generation von Kampfflugzeugen für die Türkei an.

## Wirtschaftsbeziehungen
Die Wirtschaftsbeziehungen zwischen beiden Ländern erlebten nach dem Ende des Kalten Krieges einen starken Aufschwung. Die Türkei begann massiv Energie aus Russland zu importieren und auch in der Atomindustrie wurde eine enge Zusammenarbeit vereinbart. 2020 wurde die Pipeline TurkStream in Betrieb genommen, welche Erdgas von Russland in die Türkei transportiert. Der Handel zwischen den beiden Ländern erreichte im Jahre 2022 ein Volumen von 54 Milliarden US-Dollar, womit Russland für die Türkei der wichtigste Handelspartner war. Im Rahmen der nach dem Angriff auf die Ukraine von den westlichen Staaten verhängten Wirtschaftssanktionen gegen Russland gehörte die Türkei zu den Drittstaaten, über die westliche Handelssanktionen unterlaufen wurden. So konnten über das Land zahlreiche sanktionierte Waren nach Russland gelangen.
Zahlreiche russische Touristen bereisen jedes Jahr die Türkei, wobei die beliebtesten Ziele für Russen Antalya, Istanbul und die Türkische Ägäis waren. Für 2022 wurden über 5 Millionen russische Touristen erwartet. Viele wohlhabende Russen haben in der Türkei Immobilien erworben, mit einem deutlichen Anstieg der Immobilienkäufe nach der Verschärfung der westlichen Sanktionen gegen Russland 2022.

## Öffentliche Meinung
Laut einer INR-Umfrage vom November 2018 stehen 51 % der Türken Russland positiv und 43 % negativ gegenüber. Im Jahr 2022 stellte das unabhängige russische Meinungsforschungsinstitut Lewada-Zentrum fest, dass 68 % der Russen der Türkei gegenüber positiv eingestellt waren, während 20 % eine negative Einstellung gegenüber der Türkei hatten.

## Diplomatische Vertretungen
- Russland hat eine Botschaft in Ankara, Generalkonsulate in Trabzon und Istanbul und ein Konsulat in Antalya.
- Die Türkei hat eine Botschaft in Moskau und Generalkonsulate in Kasan, Sankt Petersburg und Novosibirsk.

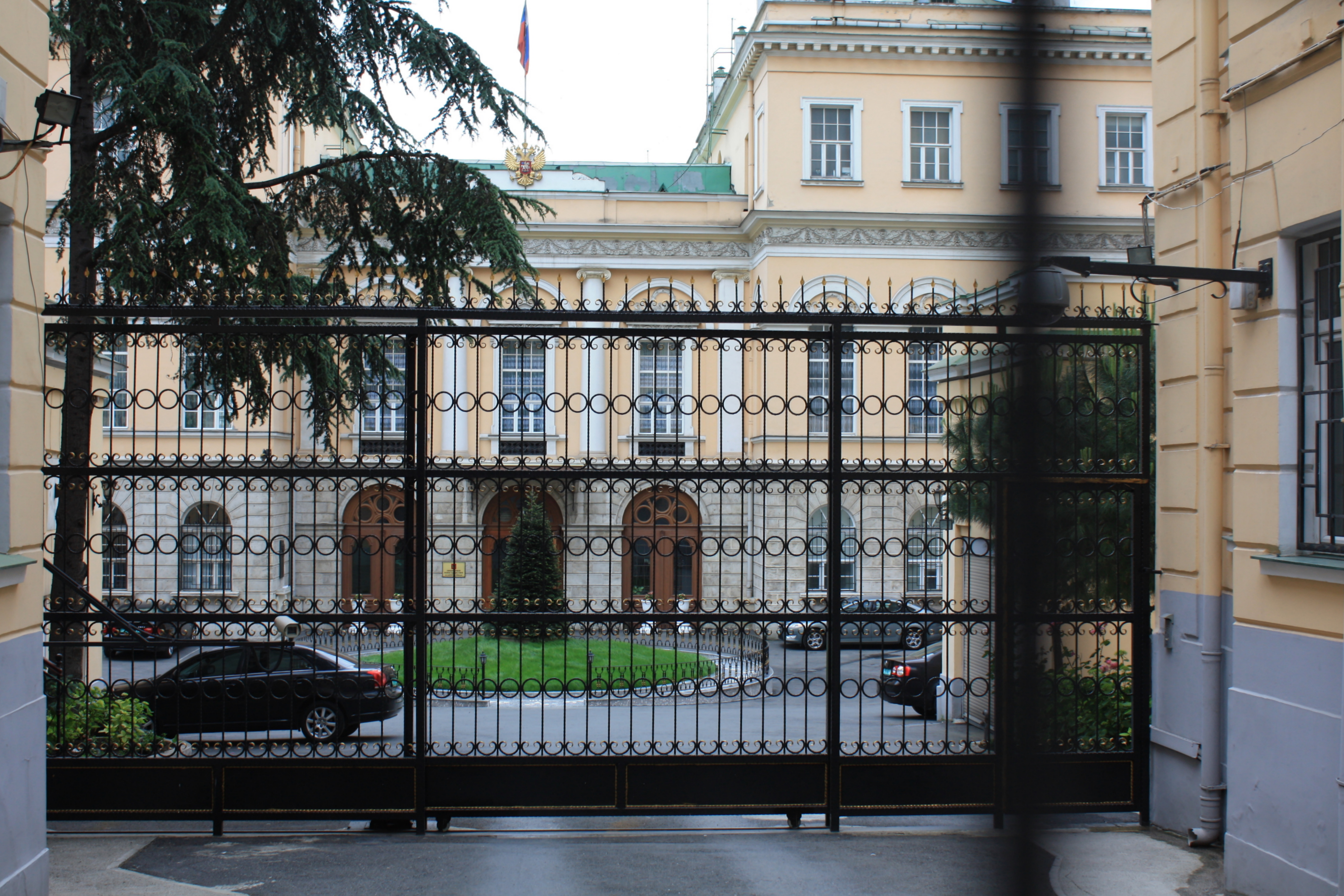
Russisches Generalkonsulat in Istanbul
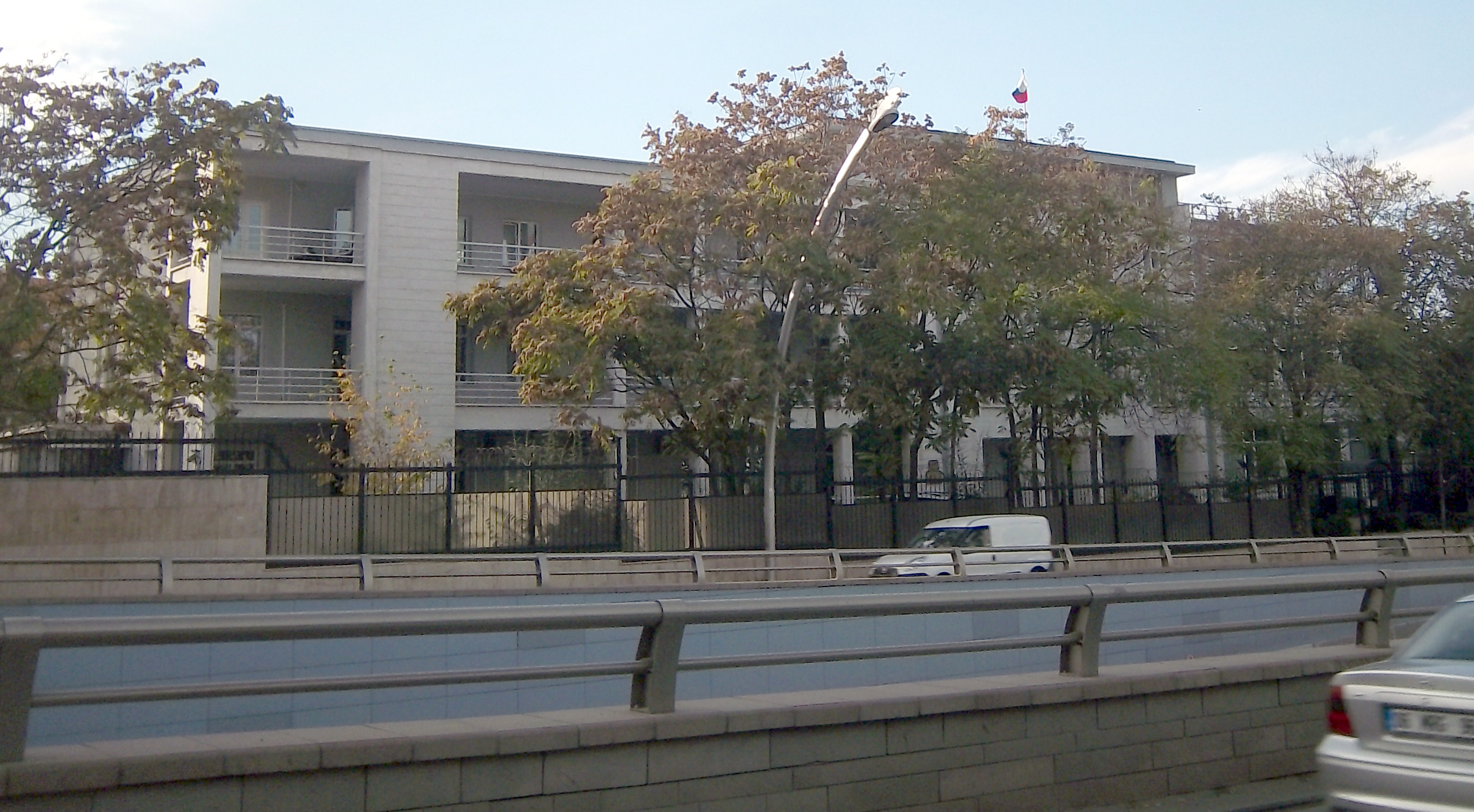
Russische Botschaft in Ankara
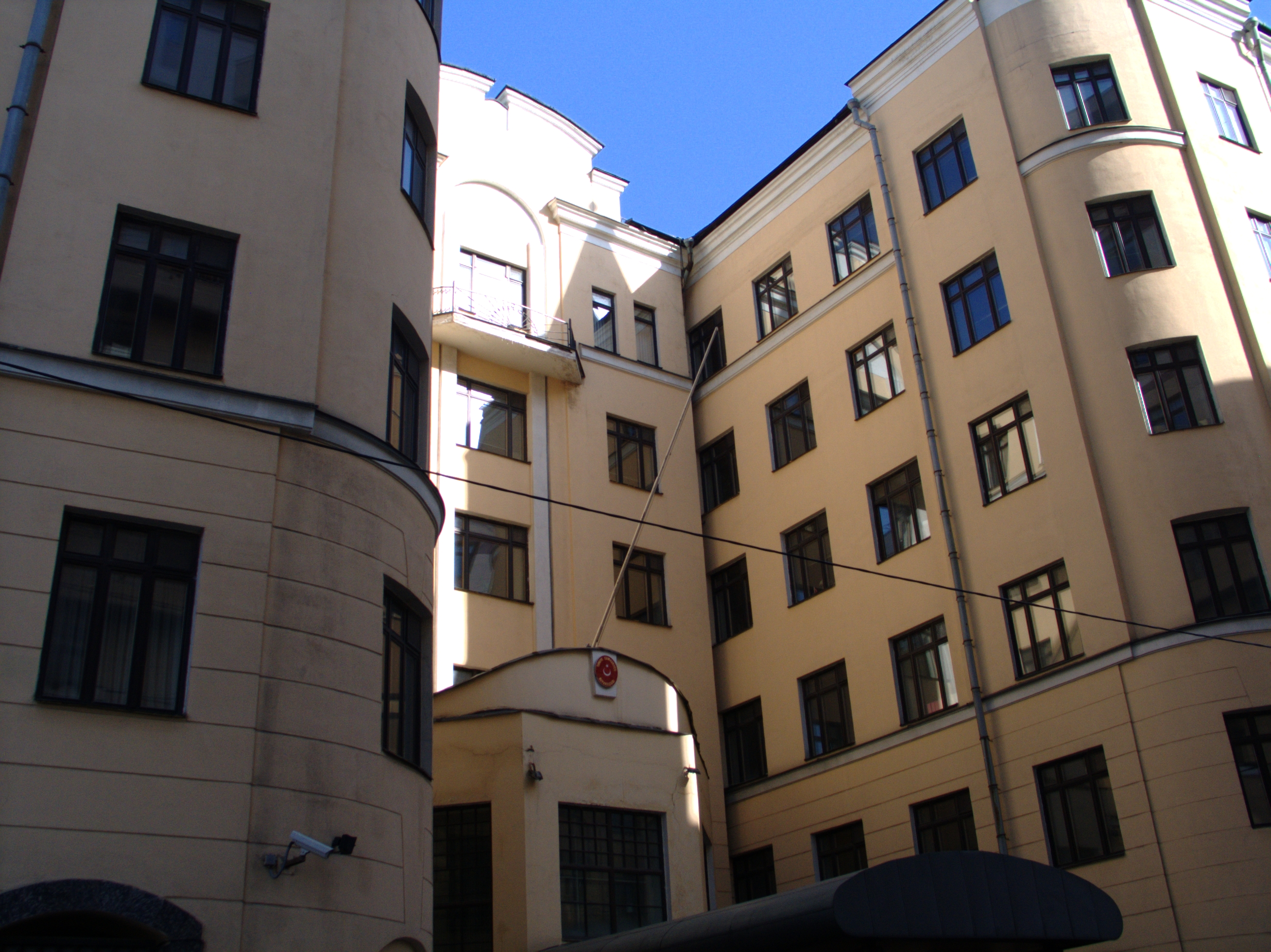
Türkische Botschaft in Moskau